# 朱由桂 (趙王)
趙順王朱由桂（1590年8月19日—1609年1月12日），明朝第七代趙王趙穆王朱常清的庶七子，生母王氏。生於萬曆十八年七月十六日，於萬曆二十七年（1599年）受封壽光王，萬曆三十六年（1608年）十一月二十六日去世，諡號“昭敬”。享年十九歲。王妃陳氏生嫡一子朱慈𢣴。隨後，由桂長兄趙世子朱由松在萬曆四十二年（1614年）薨逝并且無子，因此朱慈𢣴於萬曆四十八年進襲趙王。慈𢣴上書朝廷要求追封生父母，於天啓五年獲准追封由桂為趙王並賜諡曰“順”，陳氏爲趙順王妃。